# John Kahn
John Kahn (* 13. Juni 1947 in Memphis, Tennessee; † 30. Mai 1996 in Mill Valley, Kalifornien) war ein US-amerikanischer Bassspieler, der überwiegend Folk, Bluegrass und Rockmusik spielte.
Kahn spielte die meiste Zeit seines Lebens im Umfeld von Grateful Dead und ihn verband eine Freundschaft mit dessen Bandleaders Jerry Garcia. In über 25 Jahren spielten sie gemeinsam in verschiedenen Bands. Er spielte 20 Jahre in der Jerry Garcia Band, hatte eine kurzlebige eigene Band namens „Reconstruction“ und war an den Sidebands Legion of Mary, Old and in the Way und Jerry Garcia Acoustic Band sowie deren Alben beteiligt. Beim Dead-Album Shakedown Street übernahm er die Produktion, als der eigentliche Produzent Lowell George keine Zeit mehr hatte. Die ursprüngliche Produktion wurde durch eine Ägyptentournee unterbrochen, bei der die Band auch bei den Pyramiden von Gizeh auftraten. Auch an dieser Tournee war Kahn beteiligt.
Seine ersten Schritte ins Musikgeschäft unternahm Kahn mit Mike Bloomfield auf dessen Album „It's Not Killing Me“. Darüber kam er zu dessen Zusammenarbeit mit Al Kooper und dem daraus resultierenden Album The Live Adventures of Mike Bloomfield and Al Kooper. Zu den weiteren Musikern, mit denen Kahn arbeitete, gehören Paul Butterfield, Maria Muldaur, Nick Gravenites, John Lee Hooker, Peter Rowan, Tom Fogerty und David Grisman. Im Laufe seiner Karriere wirkte er bei über 50 Alben mit.
Am 30. Mai 1996 starb Kahn an einer Herzkrankheit, die durch seinen langjährigen Drogenkonsum verursacht wurde.